# Escrita paleo-hebraica
O Alfabeto Paleo-Hebreu (em hebraico:  כתב עברי עתיק), é um abjad conhecido como alfabeto fenício. A data exata da escrita não é conhecida e foi usado como segunda língua hebraica, segundo a historia.
Foi deixando de ser usado pelos Judeus por volta do século V, tendo sido substituído pelo alfabeto aramaico como escrita para o Hebraico. A atual escrita Hebraica de forma quadrada descende dessa antiga escrita. Os Samaritanos que não são hoje mais do que mil pessoas, continuam a usar uma forma derivada desse antigo Alfabeto, o chamado alfabeto samaritano (da língua samaritana)

## Letras

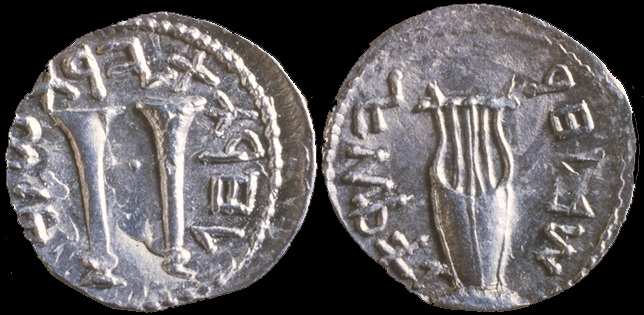
Moeda da Revolta de Barcoquebas em alfabeto Paleo-Hebreu

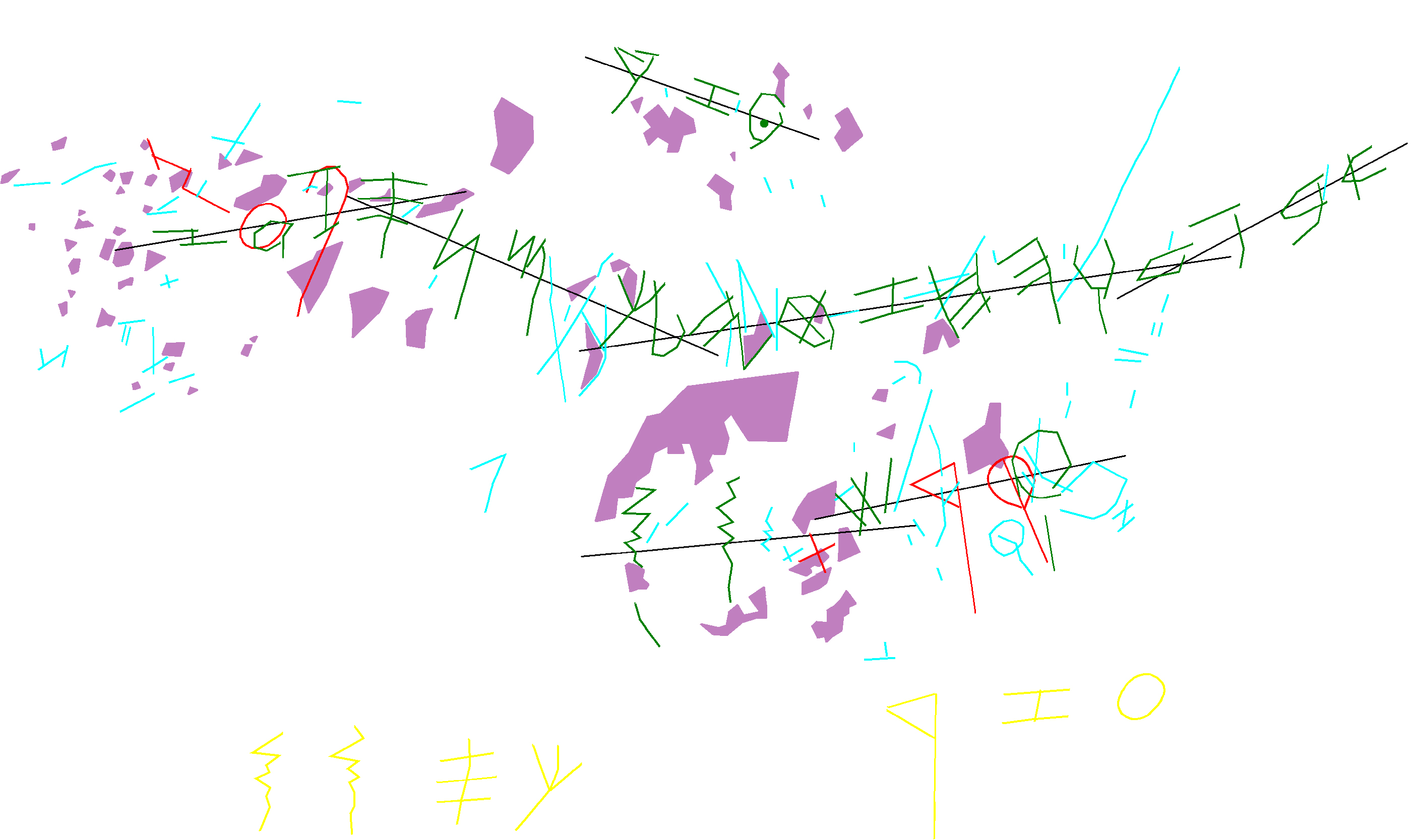
Inscrição na Pedra de Zaite

| Letra Hebraica | Unicode | Hebraica Antiga | Nome   |
| -------------- | ------- | --------------- | ------ |
| א              | 𐤀       | Aleph           | Aleph  |
| ב              | 𐤁       | Bet             | Beth   |
| ג              | 𐤂       | Gimel           | gimel  |
| ד              | 𐤃       | Daled           | daleth |
| ה              | 𐤄       | Heh             | hey    |
| ו              | 𐤅       | Vav             | waw    |
| ז              | 𐤆       | Zayin           | zayin  |
| ח              | 𐤇       | Khet            | het    |
| ט              | 𐤈       | Tet             | tet    |
| י              | 𐤉       | Yud             | yod    |
| כ/ך            | 𐤊       | Khof            | kaph   |
| ל              | 𐤋       | Lamed           | lamed  |
| מ/ם            | 𐤌       | Mem             | mem    |
| נ/ן            | 𐤍       | Nun             | nun    |
| ס              | 𐤎       | Samekh          | samekh |
| ע              | 𐤏       | Ayin            | ayin   |
| פ/ף            | 𐤐       | Pey             | pe     |
| צ/ץ            | 𐤑       | Tzadi           | tsadi  |
| ק              | 𐤒       | Quf             | quph   |
| ר              | 𐤓       | Resh            | resh   |
| ש              | 𐤔       | Shin            | shin   |
| ת              | 𐤕       | Tof             | taw    |

### Externas
- «Enciclopédia Judaica – Alfabeto Hebreut»
- «omniglot.com: Alfabeto Aramaico e Proto-Hebreu»
- «Antigos alfabetos Hebraicos»
- «Alfabeto Hebraico Bíblico»
- «News BBC»
- «Fonte do Paleo-Hebraico»